# Sigefroi (évêque de Séez)
Pour les articles homonymes, voir Sigefroi.
Sigefroi ou Sifroi (Sigefridus) est un prélat du début du XIe siècle.

## Biographie
Il a probablement été installé à l'évêché de Sées par les seigneurs de Bellême vers 1017. Ils restituent une partie des biens de l'évêché qu'ils avaient accaparé pour rétablir le chapitre cathédral. 
Il souscrit en 1017 à une charte de Guillaume de Dijon, abbé de Fécamp. Il confirme en 1020 la donation de Richard, duc de Normandie, à l'église de Sées de la moitié de la ville et de la terre de Boéville.